# Куфониси
Куфониси је мало ненасељено острво близу југоисточне обале Крита. Најближе значајније место је Јерапетра на Криту.